# Avenida El Chipate
Arteria de Tránsito Mayor El Chipote o simplemente  Avenida El Chipote es una avenida residencial de sentido norte y sur localizada en la ciudad de Managua, Nicaragua.

## Trazado
La avenida El Chipote inicia en la intersección de la Pista de La Resistencia con la Rotonda Cristo Rey, continuando como Avenida Radial Santo Domingo. En su recorrido El Chipote pasa por las intersecciones de la Calle Robles, Paseo Luis A. Somoza, Calle Pamplona, Calle Valencia, Calle Madroño en los residenciales Los Robles y Bosques de Altamira, luego pasa por la Calle Xolotlán en el barrio México (Río Sol), antes pasa por la Blvd. Miguel Obando y Bravo hasta culminar en la Rotonda Cristo Rey con la intersección de la Pista de La Resistencia y la Avenida Radial Santo Domingo.

## Barrios que atraviesa
La avenida pasa por numerosos barrios, entre ellos el Barrio La Luz, Colonia Máximo Jerez, Barrio México, Bosques de Altamira, Planes de Altamira etapa 2 y Residencial Los Robles etapas 2 y 8.